# Clomestrone
Clomestrone (tên thương hiệu Arterolo, Atheran, Colesterel, Iposclerone, Liprotene, Persclerol, và những tên gọi khác; tên mã phát triển cũ SC-8246), còn được gọi là 16α-chloroestrone 3-metyl ete, là một estrogen tổng hợp, steroid, yếu có nguồn gốc từ estrone và được sử dụng như một chất chống tăng cholesterol máu trong điều trị xơ vữa động mạch. Nó được cho là có tác dụng có lợi đối với hồ sơ lipid huyết thanh trong khi tạo ra sự nữ tính hóa tối thiểu, mặc dù một số tác dụng phụ estrogen, bao gồm đau vú, mất ham muốn và mệt mỏi hoặc mất ngủ, đã được quan sát thấy ở hầu hết các bệnh nhân trong các nghiên cứu lâm sàng. Thuốc này là một chất tương tự gần giống với mytatrienediol và hai estrogen có hồ sơ thuốc tương tự nhau. Clomestrone đã được mô tả trong tài liệu vào năm 1958 và được giới thiệu cho sử dụng y tế ngay sau đó.